# Macieira de Sarnes
Macieira de Sarnes ist eine Gemeinde (Freguesia) im portugiesischen Kreis Oliveira de Azeméis. In ihr leben 1856 Einwohner (Stand 19. April 2021).